# Academia Quintana FC
L'Academia Quintana FC és un club porto-riqueny de futbol de la ciutat de San Juan.
Va ser fundat el 1969.

## Palmarès
- Torneo Nacional Superior:[3]
  - 1995/96, 1996/97, 1997/98, 1999/00, 2000/01, 2001/02
- Liga Mayor de Fútbol Nacional:[3]
  - 2005
- Liga Metropolitana Futbol de Puerto Rico:[3]
  - 2008